# Astragalus delutulus
Astragalus delutulus là một loài thực vật có hoa trong họ Đậu. Loài này được (Bornm.) Maassoumi miêu tả khoa học đầu tiên năm 1998.